# Heinrich Riemenschneider

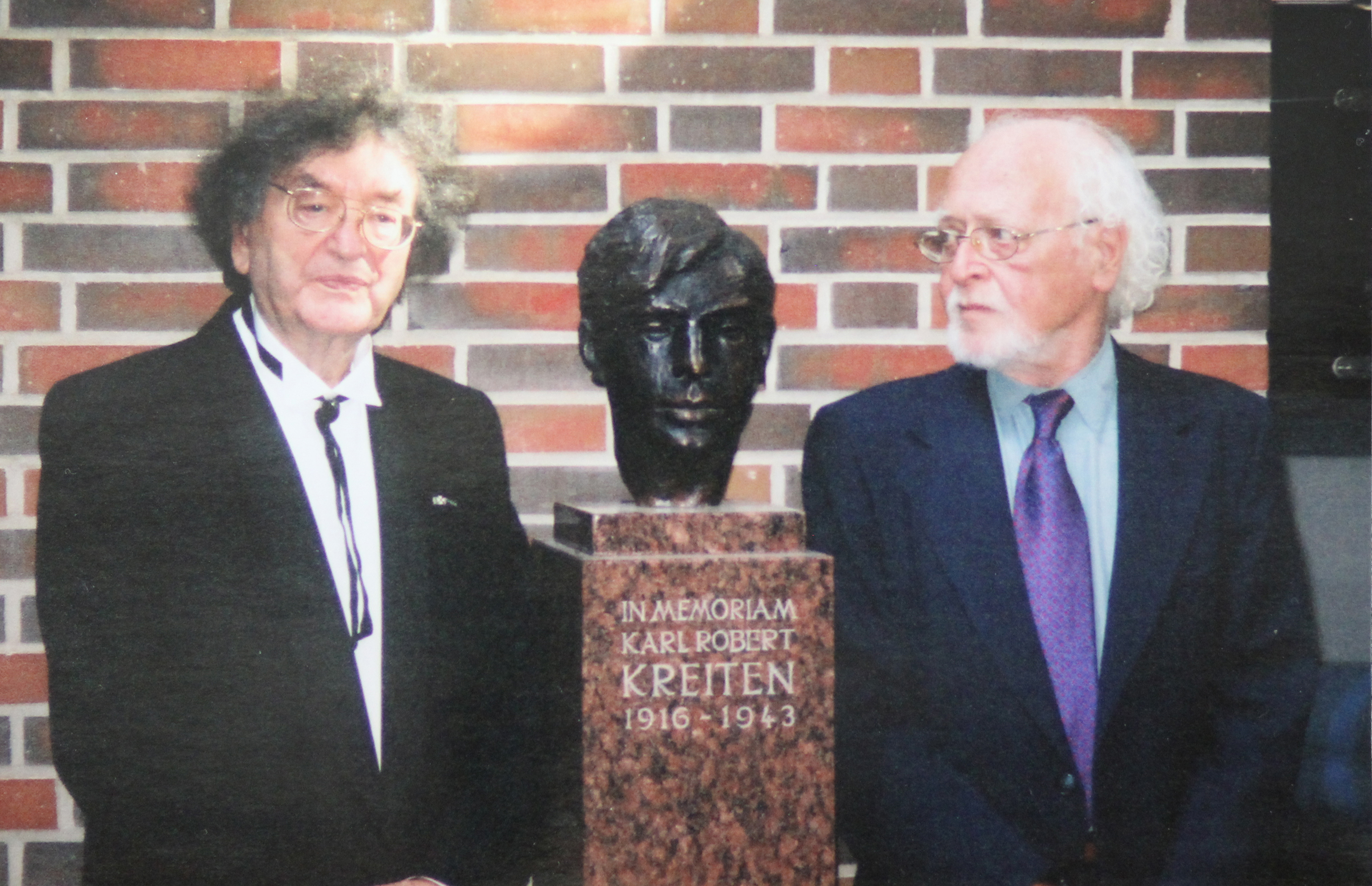
Heinrich Riemenschneider (links) und Rudi Martinus van Dijk in 2003 (Tonhalle Düsseldorf).

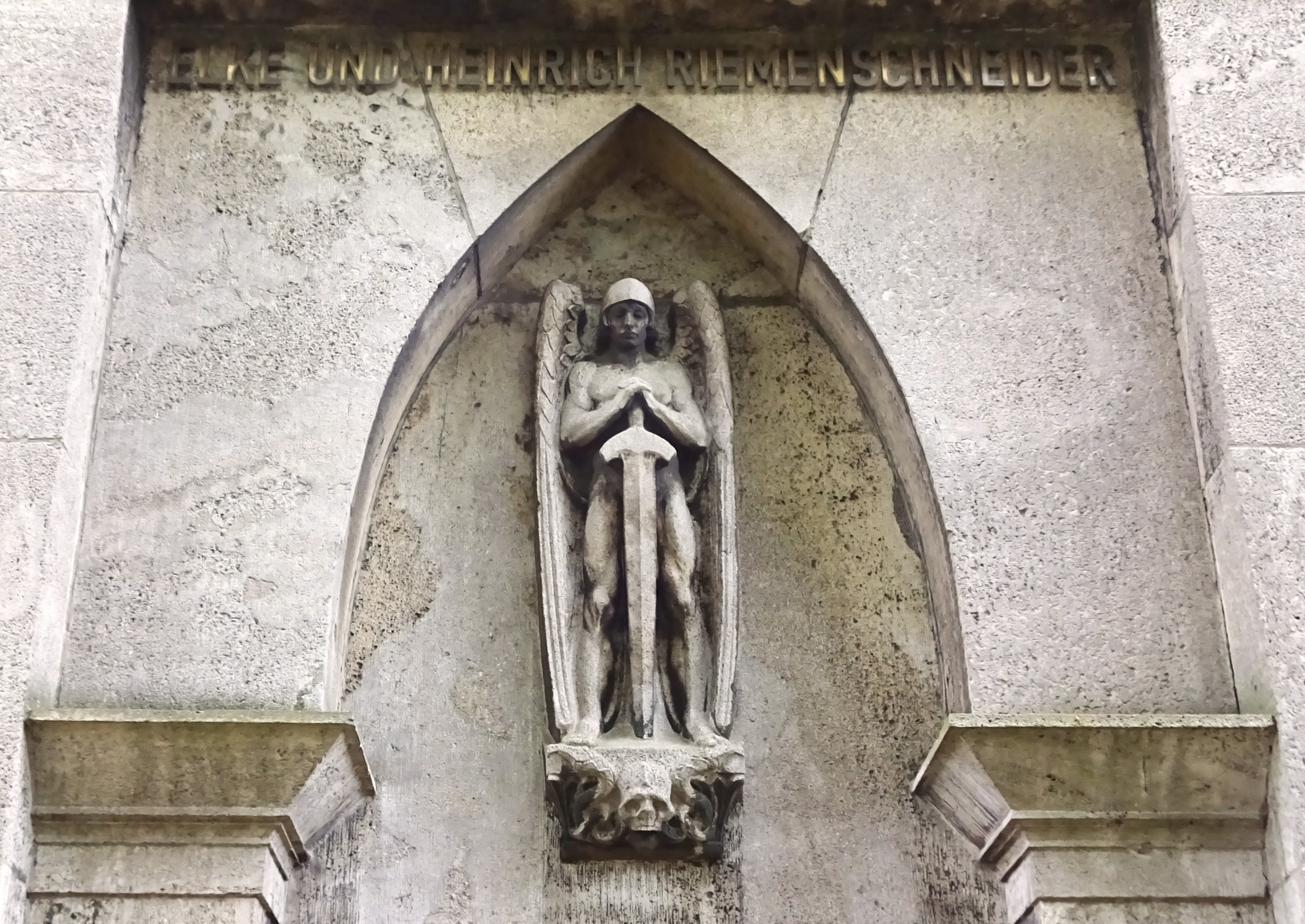
Erzengel Michael über dem Eingangsportal des Mausoleums Elke und Heinrich Riemenschneider (ehemals Nahrhaft)

Heinrich „Heino“ Riemenschneider (* 28. September 1924 in Düsseldorf; † 13. November 2013 ebenda) war ein deutscher Schauspieler, Sänger, Dramaturg, Bühnenautor und Museumsdirektor.

## Leben
Heinrich Riemenschneider war von 1977 bis 1989 Direktor des Dumont-Lindemann-Archivs, welches 1981 zum Theatermuseum der Landeshauptstadt Düsseldorf wurde.
Seit 1964 war er verheiratet mit der Balletttänzerin und Lehrerin der Royal Academy of Dance in London Elke Holle-Riemenschneider, mit der er in Düsseldorf lebte. 1983 übernahmen Elke und Heinrich Riemenschneider das Mausoleum Nahrhaft auf dem Düsseldorfer Nordfriedhof in Patenschaft.
Anlässlich des hundertsten Geburtstages von Heinrich Riemenschneider findet im Theatermuseum die Gedenkfeier „Von nichts kommt nichts“ statt. Riemenschneider ist es zu verdanken, dass aus dem „Dumont-Lindemann-Archiv“ das Theatermuseum Düsseldorf wurde, das dann unter seiner Leitung den Umzug ins Hofgärtnerhaus erleben durfte.

## Ehrungen
- 1990 Chevalier des Arts et des Lettres
- 1995 Verdienstorden des Landes Nordrhein-Westfalen
- 2007 Großes Goldenes Ehrenzeichen der Genossenschaft Deutscher Bühnen-Angehörigen

## Werke
- Tanz und Hofoper in der Residenz Düsseldorf. Verlag Das Tanzarchiv, Köln 1972.
- (Red.): Gustaf Gründgens. Eine Dokumentation des Dumont-Lindemann-Archivs anlässlich der Gustaf-Gründgens-Ausstellung zu seinem Achtzigsten Geburtstag am 22. Dezember 1979. Langen Müller, München, 2., verbesserte Auflage 1981, ISBN 3-7844-1918-6.
- Autor des Schauspiels Der Fall Karlrobert K. Uraufführung 1983 in Düsseldorf.
- Gustaf Gründgens und seine Schiller Aufführungen nach 1945 in der Schaubühne Berlin (Beitrag für das Schiller-Nationalmuseum, 1984).
- Theatergeschichte der Stadt Düsseldorf, 2 Bände. Goethe-Buchhandlung Teubig, Düsseldorf 1987, ISBN 3-924331-12-X.
- (Red.): Karl-Heinz Stroux. Eine Dokumentation des Düsseldorfer Schauspielhauses und des Dumont-Lindemann-Archivs anlässlich der Karl-Heinz-Stroux-Ausstellung zu Seinem Achtzigsten Geburtstag am 25. Februar. Herausgegeben vom Düsseldorfer Schauspielhaus und Dumont-Lindemann-Archiv, Theatermuseum der Landeshauptstadt Düsseldorf. Düsseldorfer Schauspielhaus, Düsseldorf 1988.
- Autor des Schauspiels Immermann erinnert sich. Uraufführung 1990 in Düsseldorf.
- Librettist der Kreiten Passion, Musik von Rudi van Dijk. Uraufführung 2003 in der Tonhalle Düsseldorf.